# 이스마일 타라
이스마일 타라(1949년 11월 16일 ~ 2022년 11월 24일, 우르두어: اسماعیل تارا)는 파키스탄의 배우이다.